# JDCシリーズの登場人物
JDCシリーズの登場人物（JDCシリーズのとうじょうじんぶつ）では、清涼院流水の作品JDCシリーズに登場する人物を扱う。

## JDC所属探偵
日本探偵倶楽部創設初期のメンバーについては彩紋家事件#日本探偵倶楽部を参照。

### 総代
鴉城 蒼司（あじろ そうじ）
集中考疑（しゅうちゅうこうぎ）- 全神経を事件の一要点に集中し、一瞬で推理を進行させる。
JDC創設以来20年以上、日本探偵界のトップに君臨し続ける。祖父・蒼神の勧めで不知火善蔵に弟子入りし、徹底的にしごかれ、集中考疑を体得。事件のもつれに着目し、事件の背景を見出していき、見事な推理を展開する様は優秀な外科医のオペに例えられる。DOLLのランクではS探偵。
電話で事件を解決する。警察庁やJDC支部、あるいは一般の迷宮入りしそうな事件が昼夜問わず鴉城のもとへ入り、事件の情報をパソコン3台を駆使して整理。集中考疑で瞬時に真相に辿り着き、電話相手に解決法を伝える。キャッチホンも受けながら、同時に複数の事件を解決することもあり、安楽椅子探偵を遥かに凌駕する電話探偵である。その独特の解決法を有することから、余程のことがない限りJDCを離れることはできず、いなくなればJDCは機能不全に陥り、事実上終りを迎えると言っても過言ではないほど存在が大きい。
短時間の仮眠をよく取るため、レム睡眠が得意になる。
彩紋家事件で祖父・蒼神を、幻影城事件で息子・蒼也を亡くす。妻・水紀も事件に巻き込まれて亡くなっており、家族運が薄い。そのためか、九十九十九と不知火善蔵には家族のように気を許せる。
1996年8月10日、JDC本部ビル爆破により生死及び消息不明の状態が続く。

### 第一班
刃 仙人（やいば そまひと）
ジン推理 - 弁証法推理。
第一班班長。名字の音読みで、ジンと呼ばれる。九十九十九とはJDCの双璧と言われる。DOLLのランクではA探偵。
旧名・柏木 杣人（かしわぎ そまひと）。両親が離婚した時に、母方の姓にし、「仙人」に改名した。
祖父母・両親ともに精神を患っていた。また、他の親族にもそういった者が多く、弟の天人は12歳の時に今後の人生に悲嘆して自殺した。天人は常々、自分たちは自殺する運命にある、と口にしていたが、血の呪縛から逃れたい仙人は取り合わず、自殺したければすればいい、と突き放してしまう。それ以来、自分もいつか精神を患ったり、発狂してしまうのではないかと時々考えてしまう。12歳の頃、性的虐待をされ、その時加害者の女が仙人の子を身ごもり、その子が後にある凶悪事件の犯人となった時には、内なる狂気が暴走しかかった。
1996年8月、激務が祟り倒れてしまい、1ヶ月間の療養を命じられる。その入院中、亡き弟・天人に似た、入院患者の天野という少年に毒殺されかける。その後、天野少年を伴い、ロシアへ逃亡。シベリア鉄道走行中、列車内で、ロシアで起こっていた連続無差別首斬り殺人組織「アムール虎」による殺人事件に巻き込まれ、犯人に仕立て上げられそうになる。
九十九 十九（つくも じゅうく）
神通理気（じんつうりき） - 推理に必要な手掛かりが全て揃うと、一瞬にして真相を悟ってしまう。
第一班副班長。
旧姓・彩紋。1973年10月31日生。彩紋家事件の時は6歳にして、事件解決に大きく貢献。その事件で血縁者を亡くし、実父と親交のあった九十九乱馬の養子となり、音夢と義兄妹となる。しかし、部分的な記憶喪失で彩紋家事件のことをよく覚えておらず、神通理気をどのように体得したのかは謎である。自分の謎を解きたいという思いから探偵を志した。
腰まで届く長い黒髪が特徴で、常にサングラスをしているのは、あまりに美しい瞳で、人々を失神させないようにと、警察庁がサングラスの着用を依頼しているためである。中には、サングラスをかけたままでも失神してしまう人もいる。彼の微笑みは「微笑」ではなく「美笑」と記される。探偵として史上初の写真集が発売される予定だったが、「あまりに妖美すぎる」との理由で発禁処分になってしまった。
密室卿事件の時は、DOLLと英政府の依頼で、イギリスの連続切り裂き殺人事件の捜査に協力するため、渡英していたが、帰国後に両事件を同時解決した。
鴉城蒼司からは全幅の信頼を寄せられている。1994年1月1日、「幻影城殺人事件」を解決したことで史上最年少のS探偵に認定される。1994年8月、「密室卿殺人事件」と「連続切り裂き殺人事件」、日英双方の大犯罪を解決したことで、「探偵神 <GOD> (God Of Detective)」の称号を与えられる。9月には国民栄誉賞を受賞、12月にはノーベル平和賞を受賞。
誕生日の1973年10月31日＝昭和48年10月31日は、語呂合わせで「余は天才」となることから、後年、「天才の日」と定められる。十九という名前は父・彩紋流水の命名。祖父・十蔵と母・美九から。
舞城王太郎の小説「九十九十九」に登場する。別人としてではあるが、同じく舞城王太郎の『JORGE JOESTAR』では物語における重要人物「加藤 九十九十九」として登場している。
不知火 善蔵（しらぬい ぜんぞう）
懐疑推理（かいぎすいり）
第一班の重鎮にして、JDCの至宝。隻眼で左目に眼帯をしている。総代である鴉城蒼司の探偵としての師匠でもあるため、彼も不知火には頭が上がらない。不知火翁と呼ばれる。彩紋家事件にも間接的に貢献した。若い頃は蒼司の祖父・蒼神とパートナーを組んでおり、切磋琢磨しながら探偵修業に励んだ。DOLLのランクではA探偵。
自宅はJDC本部から徒歩20分の場所にある。運動も兼ねて、毎日歩いてくる。
龍宮 城之介（りゅうぐう じょうのすけ）
傾奇推理（かぶきすいり）
第二班→1989年、第一班へ昇格
黒服に黒ズボン、黒ブーツ、黒マント、黒フェルト帽、黒手袋と、黒ずくめの格好をしている。童顔。九十九兄妹とは幼い頃から個人的に親交がある。
「とんちの龍宮」「暗号解読の天才」「ねじれた頭脳を持つ男」などの異名を取る。暗号を解くために、日本語以外の言葉の探求に精力的で、外国語の習練は趣味のようなもの。英語・ドイツ語・フランス語・ロシア語・中国語・スペイン語・ウルドゥー語など、58の言葉の基礎をマスターしている。
1989年の「殺人ピエロ」事件を解決し、第二班から第一班へ昇格する。DOLLのランクではD探偵。
一人称は「龍宮」。他人を呼ぶときは、女性は「〜嬢」、男性は「〜氏」と呼ぶ。
無類の機械音痴で、触れただけで壊してしまうこともある。壊したJDCのパソコンは数知れず。メカニックからも、絶対に触れないように念を押されている。ファストフードやジャンクフードが大好き。
霧華 舞衣（きりか まい）
消去推理（しょうきょすいり）
「消去推理の貴婦人」「聡明が服を着た」と評される。DOLLのランクではC探偵。
捨て子で、親の顔を知らない。名前は、ベビー服に記されていたもの。
かつては私立探偵だった。その頃、凶悪事件に関わった際、自らの消去推理を過信しすぎ、犯人の狡猾な罠にはまり、命を落としかけた。その時助けてくれたのが九十九十九で、それがきっかけで鴉城蒼司に紹介された。その才能は高く評価され、異例のスピードで昇進した。そのため、十九に恩義と共に微かに恋心を抱いている。
1996年8月、刃仙人が激務で倒れ、班長代理となる。
九十九 音夢（つくも ねむ）
ファジイ探偵 - 曖昧な推理（女の勘など）から核心に辿り着く。
第四班に編入→1993年、第二班所属→1994年1月1日、第一班に昇格
1994年1月1月に第一班に昇格。DOLLのランクではD探偵。九十九十九の義理の妹。十九に兄妹愛以上の感情を抱いている。1996年の時点で22歳。
色覚障害を持つため、探偵として成功する自信がなかったが、十九がいつも最善のタイミングで的確なアドバイスをしてくれたため、探偵として成長することができた。十九からは、「音夢さん」と呼ばれている。十九の助言でファジイ探偵として覚醒し、持ち込み推理でJDC第四班に編入。彩紋家事件で親族のほとんどを失い、十九とともに、唯一の生き残りだった叔父・乱馬の養子となる。
「幻影城殺人事件」の時は、第二班所属で、霧華舞衣の助手をしていた。
有戸 香々美（ありと かがみ）
螽斯太郎のかつての相棒。第一班同士のコンビは珍しく、「有戸・螽斯コンビ」として名を馳せた。「殺人ピエロ」事件で殺害される。父親はかつて日本探偵倶楽部不知火班に所属していた有戸太郎。

### 第二班
浮悠 香澄水（ふゆう かすみ） / 雨霧 冬香（あまぎり ふゆか）
悟理夢中（ごりむちゅう） - 眠りに落ちて推理力を高める。
第二班班長。
本名・霞 ふゆか（かすみ ふゆか）。「雨霧冬香」は、最初のDネーム。JDCに入った時恋人だった「天城」と並ぶようにつけた。第一班の霧華舞衣と似ており、霧華の出生に謎があることから、「生き別れの双子説」が浮上したこともあるが、こちらの出自がはっきりしているためその説は即座に打ち消された。
アトピー性皮膚炎のため、いつも白い手袋をはめている。「浮悠香澄水」への改名後、両目の目尻に「涙の滴」の刺青を入れた。
螽斯 太郎（きりぎりす たろう）
俯瞰流考（ふかんりゅうこう） - 離れたところから事件全体を見下ろし、流れるままに思考を遊ばせて解決法を探る。
第一班→1989年、第二班へ降格。
第二班副班長。何故か悲惨な事件に巻き込まれることが多く、JDC内にも「JDCの疫病神」と陰口を叩く者もいる。
1973年の「新・獄門島殺人事件」の際、ダミー犯人に仕立て上げられそうになったところを、鴉城蒼神・蒼司の2人に救われる。その時、記憶喪失になり、螽斯太郎という名前も偽名であると判明したが、元の名前など一切を思い出せなかった。虚無感に苛まれたが、鴉城祖父子に、探偵としての才能を見抜かれ、そのままその名前を名乗って生きていくことを決めた。JDC創設メンバーの一人として探偵として生きることに生涯を捧げる。その後、華乃と出会い、結婚。
一時は第一班に所属し、「鴉城蒼司の片腕」と称され、不知火善蔵と肩を並べるほどの実力の持ち主だった。1989年、自分の能力を過信し、最愛の妻・華乃と相棒の有戸が「殺人ピエロ」事件で死亡、自ら第二班への降格を願い出る。その事件を解決してくれた龍宮城之介を崇拝している。年々進化する新犯罪についていけないことに焦りを感じている。1993年10月25日、定年を間近に控えた59歳の時、妻の事件に対する自分の思いにケリを付けようと、休暇を取り、生前、有戸に紹介された幻影城へ赴むくが、そこで殺人事件に遭遇する。
氷姫宮 幽弥（ひきみや ゆうや）
統計探偵 - 統計を元に推理を組み立てる。
〜1993年、第二班→1994年1月1日、第一班に昇格→1996年、第二班に降格→1996年8月9日〜、DOLLへレンタル移籍。
1月1日生まれ。DOLLのランクではF探偵。1993年末まで九十九十九の助手をしていた。常にノートパソコンを携帯し、膨大な事件のデータを管理する。ドライバー・グローブをはめている。
推理小説愛好家で、様々な小説を推理に引用すると共に、火曜サスペンス劇場から土曜ワイド劇場まで録画して欠かさず見る。
高校を出て間もなくの頃、城之介の姉・乙姫と出会う。自ら交際を申し込み、それ以来付き合っている。乙姫からは「幽弥くん」と呼ばれ、乙姫が唯一弱音を吐くことができる人物でもある。
流行に沿ったいかにも現代っ子的な服装を好むが、ファストフードやジャンクフードが苦手で一切食べられない。また、犬が苦手で、乙姫の愛犬玉手箱にも懐かれていない。
第一斑に昇格できたのは、九十九十九や龍宮城之介の助手をしていたからであり、自分の実力ではないと思っている。1996年、インターネット上で噂になっている「犯罪オリンピック」の噂に苛まれる。また、仕事にも身が入らず、班も降格となる。同年夏、DOLLのS探偵デイザー・コロセウムの指名により、DOLLへ1年間レンタル移籍され、パリへ赴く。
鴉城 蒼也（あじろ そうや）
理路乱歩 - 理の路を、推理を求めてひたすら乱れ歩く。歩くことに没頭すると、無我の境地となり、純粋に思考遊戯に専念できる。
鴉城蒼司の長男。総代の一人息子として大きな期待をかけられていた。「若」と呼ぶ人もいるが「バカ」と聞こえるため、あまり気に入っていない。1990年JDCに入る。
龍宮城之介の助手だった。龍宮を「龍さん」と呼ぶ。母・水紀が亡くなったのは、自分が担当していた事件に巻き込まれてのことだった。

### 第三班
天城 漂馬（あまぎ ひょうま）
潜探推理（せんたんすいり）- 自らの潜在意識を探ることで意図的に天啓を閃かせる。あくまで天啓であるため、いつ閃くかは分からない。
〜1993年、第一班→1994年1月、第二班に降格→1996年、第三班に降格。
潜在意識を探るために酒や睡眠に没頭することもあるが、「酒は思考を刺激するためのものであり、酔うことはない」と言う。飲酒と睡眠に頼った推理法から怠慢探偵と酷評する者もいるが、鴉城蒼司という最大の理解者の存在により、自信を失くすことはなく、一時は第一斑にまで上り詰める。実力はあるが、睡眠のために職務に就いている時間が自然と少なくなり、従って功績も少なく、自然と降格になってしまう。「睡・酔・推」がポリシー。氷姫宮とコンビを組んだこともある。
雨霧冬香とは、学生時代から1990年まで付き合っていた。探偵を目指して、JDCに入ったわけでなく、冬香に引きずられるように受験し、合格してしまった。一時は同棲もしていたが、JDCに入って2年目に別れ、今では気の合う親友として気さくに接する間柄である。冬香に未練があったが、密室卿事件の時に出会った女性の死により、吹っ切ることができた。
物心つく前に両親は亡くなり、天涯孤独の身である。養護施設で育つ。決して酒には酔わないが、船だけは酔ってしまう。また、重度の高所恐怖症でもあるため、船にも飛行機にも乗れない。額にバンダナを巻いており、それは火傷の痕を隠すためのものである。

ピラミッド・水野（ピラミッド・みずの）
超迷推理（メタめいすいり）- 迷探偵。常に核心を外れた推理を披露。今までに一度も事件を解決したことがない。
12月25日生まれ。弟にクリスマス・水野がいる。かつては第七班きっての落ちこぼれ探偵だったが、総代・鴉城蒼司によってその非凡さを見出され、第三班に抜擢された。鴉城曰く「100%外れる天気予報は、50%しか当たらない天気予報より価値がある」。
サムダーリン雨恋（サムダーリン あまごい）
とんち少女
あだ名は「一体ちゃん」。口癖が「一体〜〜ですの？」であることと、とんち＝一休さんであり、「一体」と「一休」は字面が似ていることから、「一体ちゃん」と呼ばれる。Dネームも一応登録してあり、“サムダーリン”に“五月雨”をかけて「雨恋淋誰？」（あまごいさみだあれ？）である。
龍宮城之介を勝手に師匠と見なして、つきまとい、いつも謎々で龍宮に挑戦する。
セミロングの黒髪に青のメッシュを入れ、巫女のような袴姿をしている。帰国子女でもあり、高校在学中にJDC入試に一発合格した。
役間 雀（やくま すずめ）
スタント探偵 - わざと自分を危険な状況に晒し、極限状態で生存本能を刺激して推理力を高める。
自分を危険な状況に晒す方法として、王道のスタントマンのアルバイトから、断崖絶壁からのダイビングまで、方法は様々。
天城漂馬の相棒だった男。漂馬からは「アクマ」と呼ばれ、漂馬のことは「チンピラ」と呼ぶ。JDCきっての「不良探偵」である漂馬と馬が合っていた。1996年8月8日、何者かの密告により、覚醒剤取締法違反で逮捕される。

### 第四班
水流 姫子（つる ひめこ）
JDC第四班に所属する探偵で、ピラミッド・水野の助手だった。彼の死後、JDCを退社する。
クリスマス・水野（クリスマス・みずの）
彷徨探知 - 遠方に目的地を定め、事件のことを考えながら彷徨い続ける。方向音痴に苦しみながら目的地を目指すことで、脳を活性化させ、推理を発展させる。
ピラミッド・水野の弟。12月31日生まれ。赤毛の天然パーマ。誕生日から「除夜」と呼ばれる。純白のYシャツに、赤いズボン、赤いネクタイ、赤いサスペンダーという、紅白ファッションをしている。
劣等生の自分と違い優等生だった兄を尊敬こそすれ、一切不満を抱くことはなかった。兄の死の謎を解き明かしたくて、JDC入りを志すようになった。3度目の試験で合格。
鴉城蒼也とは高校の先輩後輩同士で、目をかけてもらっていたこともあり、尊敬していた。蒼也の「理路乱歩」の影響を受けて、「彷徨探知」という推理法に目覚めた。方向音痴である自分の体質を利用した方法だが、ほとんど結果を出せず、第五班〜第七班を上下しながら苦悩していたところ、龍宮の助手になることができ、第四班へ昇格した。また、浮悠香澄水という恋人もできた。
星野 多恵（ほしの たえ）
1996年9月1日にJDCに入る予定。
幻影城殺人事件でJDCの探偵たちの逞しさに憧れ探偵になりたいと考えるようになった。入試に5回不合格し挫折を味わったが、「高級住宅地男性下着限定泥棒事件」の推理を持ち込み推理で提出したところ、犯人が逮捕され、JDCに入る資格を得た。

### 第五班
鈴風 鵜ノ丸（すずかぜ うのまる）
UNO探偵
着流しを着て、腰には鞘に収められた太刀（竹光）を腰に差した素浪人風の格好をしている。色黒で、ボサボサの髪をちょんまげに結っている。時代劇オタク。
カード収集家、カードマジックの愛好者で、カードゲームの愛好家。クレジットカードから様々な店の会員証まで、カードと名の付く物なら何でも収集する。とりわけ好きなのがUNO。「桃太郎侍」の数え唄をモデルにした独自の数え唄を歌う。
JDC本部ビル爆破の時は入院していたため、爆発の難を逃れた。その後、調査のためケープタウンにいたところ、怪しい人物に気がつき、気づいていない振りをし、自分を尾行させ、共に乗船した豪華客船内で接触した。
デイブ
太・ワーク（フット・ワーク） - 大食いすることで、事件に関する膨大な情報を吸収する。
「デイブ」はあだ名。上記のような推理法の持ち主であることから肥満体である。いつも天城漂馬にからかわれており、そのことを良く思っていない。

### 第七班
架空山 菅家（かくうさん かんけ）
嫉妬探偵- 自身の内なる嫉妬感情で推理する。
肥満体型、オカッパ頭に丸メガネという風貌の探偵。以前はラジオDJを務めていた。
特技は催眠術と占い。木村彰一シリーズの主人公、木村彰一の姉。本名は水野百合子（旧姓：木村）。
夫の水野守はピラミッド・水野とクリマス・水野の伯父にあたる。
牛若 時悟郎（うしわか じごろう）
ナンパ探偵
小姑探偵
コギャル。ラブホテル殺人事件で殺害される。
以前は架空山管家、牛若時悟郎とセットで第七班の三羽ガラスと呼ばれていた。

### その他、所属班不明
卍たわわ（まんじ たわわ）
JDCビル爆破事件後の1996年末の第1回JDC紅白推理合戦でデビューした新人探偵。
ピンク色のマーメイド・ドレスに肘まで覆う手袋、「卍」イヤリング、「卍」ジュリアナ扇子、「卍」ネックレスを付けた高飛車な女。絶世の美女ではなく自称「絶世の天才美少女」。

### 特別契約班
カドカワさん
TVリポーター探偵

### 探偵以外の職員
半斗 舞夢（はんと まいむ）
JDC総代補佐。第一班室内にデスクを設ける。探偵ではない。速読と書類整理が得意で、日々起きる事件を実力に見合った探偵に振り分ける作業をこなす。趣味は大相撲の観戦。
将来恋人との間に子どもをもうけた時には、名前を「昏夢」（くらいむ）にしたいと思っている。意味は、クライム・ハント (Crime Hunt)＝犯罪狩り。
1995年、結婚し産休に入る。1996年8月10日、犯罪オリンピック開幕と同日、ビリオン・キラー事件を予言する「天才妊婦」として覚醒する。
1996年10月31日、女児を出産。かねてよりの願いどおり「昏夢」と名付ける。
御戸 村正（みと むらまさ）
JDC総代補佐。半斗舞夢の後任。鴉城蒼司のカリスマ性に心酔している。
「御戸村正」はDネームであり、本名は三村 正人（みむら まさと）。京都大学推理小説研究会に所属していた。1994年1月、「密室卿」事件で鴉城蒼司が意見を求めに来た時に出会う。
大学時代から付き合っている恋人がいるが、霧華舞衣に惹かれている。
松尾 天明（まつお てんめい）
JDC人事部長。あだ名は「松明（たいまつ）」。部外者には、ボディーガードなどと間違われるほどの巨体で、弟は実際に龍宮のボディーガードをしている。酒好きであることから、漂馬とは気が合い、週末はいつも飲み明かしている。但し、漂馬とは異なり、不眠不休でも月曜日にはきちんと出勤する。事務職だが、アルコールを摂取すると、並外れた推理力を発揮する、「推理上戸」である。口髭がトレードマーク。鴉城蒼司から意見を出されない限り、班替えを容赦なく行う。
中鉢 比呂也（ちゅうばち ひろや）
JDC本部ビル警備員。高校卒業後すぐにJDCと契約している警備員派遣会社に就職。以後、勤務先を転々とし、1995年夏頃にJDC本部ビルの警備員となる。プライベートでは、読書や小説の執筆をしており、いつか公の場に発表したいと願っている。
由比賀 独尊（ゆいが どくそん）
総代代行。素肌に純白のスーツを着、胸に赤いバラを挿している。天城漂馬とは高校の同級生で悪友。天城からは「魔王」と呼ばれる。一人称は「儂」。自称・精神年齢3000歳。
1996年9月に持ち込み推理により正式に登録される予定だったが、JDC本部ビル爆破事件による鴉城総代失踪の煽りを受け、総代代行に立候補。JDCを良くも悪くも大幅に改革していく。
口が非常に達者で、過去には「言葉の達人」と称された有名評論家が独尊に論破され、自殺に追い込まれたこともあった。あらゆる格闘技の有段者である。
BOKU（ボク）
独尊の補佐。本名・浦久保 知佳（うらくぼ ともよし）。以前からJDCファンだった。大阪大学の学生で、JDCに見物に来た際に、本部ビル爆発に遭遇。その際、独尊に記憶力の良さを見込まれ、補佐に任命される。学生服の夏服に蝶ネクタイをし、メガネをかけた青年。

## DOLL所属探偵

### S探偵
レムリア以外は全員日本語を話すことができる。
ゼロフィニィ・ロワ
ゼロ推理
フランス出身。史上最年少でS探偵に認定されたが、後に九十九十九によりその記録は更新された。「安楽椅子読者探偵（アームチェア・リーダー）」の称号を持つ。通称「マダムα（アルファ）」。DOLL最高議長。
レムリア・サリヴァン
リバース推理
スペイン出身。元S探偵。「闇夜の騎士」（ナイト・イン・ナイト）の称号を持つ。通称「ヘルω（オメガ）」。事件が勃発する前に防ぐ。その実力は九十九十九も遠く及ばない。不祥事を起こし、事実上DOLLを永久追放されている。
デイザー・コロセウム
データ探偵
ドイツ出身。男だが、「フラウ（奥さま）D」と呼ばれている。「機械じかけの神」（デウス・エクス・マキナ）の称号を持つ。
体重120キロを超える巨漢。1996年の時点で、30代前半。ドイツ生まれのアメリカ育ち、現在はフランス国籍。ドイツ語・英語・フランス語のほかにも日本語も含め幾つも話せる。日本語で話す時は、一人称は「あっし」。幽弥曰わく、「明後日のニュースまでキャッチしていそう」なほどの情報収集能力を有する。ゲイ。
実は「デイザー・コロセウム」というのはEgg Macの人工知能プログラムの名前。フラウDがそのプログラムをサポートすることで、S探偵としての能力を遺憾なく発揮する。フラウDだけならばA探偵ほどの能力らしい。「フラウD」という愛称も、デイザー・コロセウムの奥さん役であることから来ている。
ロンリー・クイーン
アメリカ出身。自称エラリー・クイーンの隠し子のそのまた隠し子（W隠し子）。アメリカ人。愛称・リー。「犯人当て魔術師」（フーダニット・マジシャン）の異名を持つ。
長身痩躯、金髪。愛車はディアマンテ。DOLLにスカウトされる前は、NYDT（ニューヨーク・ディテクティブ・チーム）に所属していた。ハーバード大学卒。DOLLにスカウトされる前、一時期、ハーバード大学で応用犯罪学の非常勤講師をしていた。チェーン・スモーカー。
鴉城 蒼司（あじろ そうじ）
日本出身。「球形の哲学者」（フィロ・スフィア）の称号。通称「ミスター・ディック」。詳細は「#総代」の項を参照。
フィランヌ・メイルネシア
密室推理（ロックド・ロジック）
イタリア出身。「密室の女帝」（ロックド・エンプレス）の称号を持つ、密室事件の捜査に類い希なる才を発揮する。九十九十九がS探偵になる前は、最年少のS探偵だった。 通称「Eメイル」。人一倍犯罪を嫌悪し、犯人には決して容赦しない。
大の日本オタク。彼女の影響で、S探偵たちが日本語に興味を持つようになった。
九十九 十九（つくも じゅうく）
日本出身。「探偵神」（ゴッド・オブ・ディテクティブズ）の称号。通称「ジュークボックス」。詳細は「#九十九十九」の項を参照。

### その他の探偵
ドレクセル・ウリャコフ
DOLLモスクワ支部の探偵。仙人と逃亡中にシベリア鉄道のロシア号車内で出会った。

## JDC以外の探偵
冬扇 夜美子（とうせん よみこ）
島根県で私立探偵事務所を経営する純和風の大和美人。十九の幼なじみでかつては許嫁だった。彩紋家事件で直近の親族を喪い、遠戚の冬扇家に引き取られた。
父・黄泉は奇術道具作りの名人で、十九の義父・乱馬と親交があった。九十九家の別荘・春夏秋塔を建築したのも黄泉。心理分析の達人で、小中（こなか）大学で心理学の講師を務める。その分析力は十九も全幅の信頼を寄せるほど。
犬神 夜叉（いぬがみ やしゃ）
不眠探偵。
15歳。推理法は、不眠閃考。自身の理論では、人間の脳は起床後約30時間で冴え始め、約90～95時間で天啓を閃考させられる。その推理法を伝授したのは、中国の禅僧。
自称、犬神家の末裔。犬神家殺人事件の生き残り、佐清と珠世の孫に当たる。琥珀色の瞳とウェーブがかった髪の毛が特徴。自称・流浪の私立探偵。一人称は「余」。右肩にボンベイの黒猫を載せている。
半斗 昏夢（はんと くらいむ）
乳児探偵。
半斗舞夢の長女。RISE関係者であった父の遺伝子を受け継いだことで、犯罪オリンピック現象のことが分かり、それが母体の舞夢にも伝わった。1996年10月31日生。妊娠中は双子だったが、生まれたのは一人だった。

## その他
龍宮 乙姫（りゅうぐう おとひめ）
龍宮城之介の姉。
大学時代、トラックに轢かれそうになった犬を助けようとして、トラックの下敷きになってしまい、下半身不随となる。現在は車椅子生活を送っている。「たかが犬のために」と周囲には責められたが、本人は全く後悔しておらず、その後その犬を引き取った。
事故以来、隠者としての生活を選択。元々本好きだったこともあり、ありとあらゆる本を読み倒し、博覧強記の権化となった。城之介にJDC入りを勧められるほどだが、浮き世と縁を持つことはできない、と断り続けている。幽弥とは城之介を通じて知り合った。正反対の性格に互いに興味を持ち、惹かれ合い、付き合うことになった。
玉手箱（たまてばこ）
乙姫が命を賭してまで助けた犬。犬種はゴールデンレトリバー。事故後乙姫に引き取られ、訓練を受け、現在は乙姫の介助犬として乙姫を支えている。
狭間 黒夫（はざま くろお）
京都府警の鑑識課に勤める。幻影城殺人事件で霧華舞衣と知り合い、次第に仲が進展し、恋人同士となる。バツイチ。
丹奈 左膳（たんな さぜん）
半斗舞夢の夫。夫婦別姓。ニックネームは「旦那さん」。大阪の銀行に勤めている。右目は義眼。
舞夢とは1992年に出会い、関係を深めていく。実はRISEのドッグ。当初は舞夢の「JDC補佐」という肩書きに興味を持って近づいたが、次第に彼女の人間的な部分にも惹かれるようになった。舞夢は決してJDCの機密情報を漏らすことはなく、利用できないならば純粋に愛そうとした。
妊娠中の妻が天才妊婦探偵として覚醒したことで、実際には何も話していないが、明らかに妻の予言の責任は自分にあると、RISEから逃亡を図る。ボウ・レイクへ身を投げる。

## JDCトリビュートの登場人物
JDCトリビュートのみに登場する人物。
虚野 勘繰郎（むなしの かんぐろう）
探偵志望者。
蘿蔔 むつみ（すずしろ むつみ）
かつて探偵を志した者。
宇田川 樒（うたがわ しきみ）
探偵。
逆島 あやめ（さかしま あやめ）
かつて探偵だった者。
椎塚 鳥籠（しいづか とりかご）
逆島あやめの相棒。
伽濫堂 天晴（がらんどう あっぱれ）
BDCのメンバー。“則天去私”を使う。
目茶 図流子（めちゃ ずるこ）
BDCのメンバー。既書確認探偵。
魔尼夜 雄嵩（まにや ゆたか）
BDCのメンバー。接吻鑑定探偵。